# Vladimir Ćetković
Vladimir Ćetković, črnogorski komunist, general, španski borec, prvoborec, partizan in narodni heroj, * 1911, † 1944.

## Življenjepis
Generalmajor NOVJ Ćetković je padel leta 1944 kot poveljnik 7. korpusa.